# ロミオ・マスト・ダイ
『ロミオ・マスト・ダイ』（Romeo Must Die）は、2000年のアメリカ合衆国のアクション映画。監督はアンジェイ・バートコウィアク、主演はジェット・リーとアリーヤ。バートコウィアク監督によるヒップ・ホップ・カンフー三部作の第1作である。

## ストーリー
黒人ギャング団と中国系マフィアの二大組織が激しい縄張り争いを続けるカリフォルニア州オークランドで、中国系マフィアのドン・チューの息子ポーが何者かによって殺される。
一方、ポーの兄で元刑事のハンは父親の罪をかぶって香港の刑務所に収監されていたが、弟の死を知り脱獄、単身オークランドにやって来る。タクシーでぞんざいに扱われたハンはタクシー泥棒の最中に黒人ギャング団のボスであるアイザック・オーデイの娘トリッシュが客として乗り込んで知り合う。ポーの家についたハンは弟の死の真相を探る為、ダイヤル履歴からサーペティンファイヤーという衣服の店にたどり着くもそこは偶然にもトリッシュが経営している店だった。トリッシュの後を尾けて部屋に乗り込んで事情を話すと話していたのは兄のコリンではないかという情報を得る。話しているうちにオーデイの部下であるモリース達が来てしまい、不審者と思われたハンを捉えようとするもカンフーの達人であるハンはモリース達部下を全員なんなく手玉に取り、モリースの車で逃亡する。
ハンはポーの葬式にでる為にチューの屋敷へ向かう。父親に弟を守れなかった事に対して不満を口にした後、ポーのボディーガードであってカイと久々にカンフーの手合わせをして再会を喜ぶ。
屋敷を立ち去ったハンは引き続きポーの死の真相を探る為、トリッシュの元へ行くも収穫はない。トリッシュのそばではハンが手玉にとったモリース達がアメフトで遊んでおり、ボディーガードのリーダーであるマックにハンは誘われて遊ぶことになる。ルールを全く知らないハンは最初こそタックルで集中攻撃を受けるもののボールを持っているプレーヤーに攻撃してもいいとマックに確認し、カンフーで全員を攻撃して見事得点する。トリッシュに兄と話したら連絡をくれと住所を渡してハンは去っていく。
その夜、コリンが恋人と家でくつろいでいると恋人もろとも突き落とされる事件が発生する。翌朝、コリンの遺体を見たトリッシュはギャングの長である父に対してパパが殺したも同然と言い放ってその事件現場を去る。
一方、ハンはポーの部屋に帰宅すると部屋が荒らされていた。荒らされた部屋からポーの車の鍵を見つけたハンはポーの車を捜査するとポーの護身用として使っていたステッキの中に住所リストの紙を見つける。
ステッキを持って部屋へ戻るとトリッシュが悲しい様子で座っており、コリンが殺されたことを話し、一緒に犯人探しをすることとなる。
手がかりを探る為、リストにある住所の場所へ行くと何者かに襲われた後であり、襲撃者に見つかったハンとトリッシュはカーチェイスで逃げ、追ってきた人物を撃退するも、その人物が中国人であることに驚きを隠せない。
ハンはチューのところへトリッシュはアイザックのところへそれぞれ一連の事件を報告するが、チューは聞く耳を持たず、アイザックはトリッシュを危険な目にあわせたくないという一心でマフィアのボスの息子であるハンと会うことを禁じ、モリースを護衛の元、自らの邸宅へ軟禁状態にする。
一方、リストにあった住所の大部分を訪れたハンはトリッシュの軟禁されている邸宅へ現れ、トリッシュを連れてリストの最後の場所へ向かう。最後の場所はトリッシュがよく知るシルクという人物が経営する黒人が多いクラブでポーもよく通っていた場所であった。
シルクはトリッシュにアイザック達が片っ端から地上げしていることを話す。その時、マックが現れシルクの店に対しても地上げを持ちかけるも拒否された為、シルクを射殺し、ハンとトリッシュを拘束する。
気絶させられて気がついたハンはモリース達に囲まれていたが持ち前の身体能力とカンフーでもリース達を蹴散らし、トリッシュの居場所をモリースから聞き出す。
オートリッチメンズクラブにいると聞いたハンは急いで向かう。
一方、オートリッチメンズクラブではアイザックがNFLの白人オーナー、ロスに対してマックが地上げした土地を売る契約を交わそうとしていた。アイザックは自らがNFLの黒人オーナーになることを夢見て、土地がほしければ自らをオーナーに加えろとロスに提案する。しかし、居合わせていたマックは長年の不満をアイザックにぶちまけた挙げ句、地上げした土地は全て頂くと宣言。拘束したトリッシュを人質に取り、中国系マフィアと組んでポーを死に追いやり、コリンを殺したのは自分だと白状した為、アイザックと揉み合いになりアイザックに発砲する。
ロス達NFLのメンバーは騒動に紛れてマックが地上げした権利書を持ってヘリで逃走を図り、マックと銃撃戦になり権利書だけは取り返すもその場にハンが現れて対峙する。
マックからポーを殺したのは中国系マフィア自身で直接手を下したのはカイであることを聞いたハンはマックに銃を向けられるも、土壇場で駆けつけたトリッシュがマックを射殺しハンは事無きを得る。トリッシュにアイザックのそばにいてあげるように伝えたハンはカイの元へ急ぐ。
ハンはポーの敵を打つためにカイと死闘を繰り広げる。カンフーの腕はハンの方が一枚上手であったが、カイは卑怯な手でハンの両手に火傷を追わせて窮地に追いやるも怒りに震えるハンは渾身の一撃の蹴りをカイに与えて勝利する。
最後は父親のチューに対してけじめを付けるように促し、チューはこめかみに向けて発砲。長年の中国系マフィアと黒人ギャングの闘争は幕を下ろす。

## 登場人物
ハン・シン
中国で収監されていた元警察官。一族は中国人マフィアで、父親のチューは中国人マフィアの一団を統括するドンで、そんな父親に反発して警察官になったと思われる。
体格はかなり小柄でトリッシュとさほど変わらない身長だが筋肉質で、非常に高い身体能力を持ち、大柄な黒人数人に襲われても難なく追い払う実力を持つが、｢女性は殴らない｣という信条を持つため、女相手だと防戦一方となってしまう欠点も持っている。
警察の中でも非常に優秀な人物で、特に武術に秀でていたが、反発していた父親の犯した犯罪をかばう形で収監されていた。しかし、弟がアメリカで殺された事を知って脱獄し単身渡米。事件を調べるうちに偶然から知り合ったトリッシュの関係者が弟の殺害事件に関わっている事を知り、更には彼女の兄弟も殺された事を知り、共に互いの兄弟を殺した犯人を探すうちに陰謀に巻き込まれていく。
父親の部下であるカイとは旧知の中で、久しぶりの再会の手合せを行って互いを確かめる仲。しかし、弟殺害の真犯人が父親のグループであり、その実行犯がカイだった事を知ると単身乗り込み、カイと対決する。
トリッシュ・オデイ
オークランドを牛耳る黒人ギャング団のボスの娘。彼女もまた父親に反発し、自分の力で生活する為に洋服店を営んでいる。
父親の部下が常にボディガードとして張り付いているが、彼女自身は関係ないから鬱陶しいと思って巻いたところを偶然通りかかったハンに救われる。
その後、ハンが自分にちょっかいを出したと思った父親の部下であるモリース達をハンがあしらった頃から彼に好意を抱くようになる。
非常に芯が強い生活で、正しいと思ったら誰にでもハッキリとものを言うためモリースやハンに対してズケズケと文句や注意を言う事がある。また、嫌いな相手に対しても同様。また、世話焼きで面倒見もよく、店に出入りする子供たちには優しく接し会ったばかりのハンに対しても世話を焼く。
父親には反発しかなかったが、兄が殺されたことでハンと共に事件を調べることになっていく。
アイザック・オデイ
オークランドを牛耳る黒人ギャング団のボスでトリッシュの父親。家族に対する愛情は深くトリッシュがボディガードを巻いてもそこまできつく叱ることはしなかった。
ヴィンセント・ロスの開発地区の土地の所有者との交渉を任されており、あと数件というところで手を焼いている。しかし、ギャング団といってもその手法は長い付き合いの旧知の人々だったこともありあくまでも話し合いによる交渉だった。最終的に部下のマックの裏切りはあったが、手荒な手法を好んでいなかった。
中国人マフィアとは敵対していたが表面的な争いはしないようにしており、チューの息子の葬儀にも参列している。しかし、自分の息子が殺された事で戦争状態になりかねない状況になり、トリッシュを心配するあまりにハンに近付く事を禁じたりしてトリッシュに反感を買ってしまう。すべての権利書が集まり、ロスとの交渉の場で本当の目的だったロスとの共同開発を持ちかけたところで、マックの裏切りに合いトリッシュを人質に取られてしまう。反撃に出たが、揉み合いの末に銃で撃たれてしまう。
一命はとりとめ、その場にいたハンに救われて彼と握手をし、「思ったよりチビだ」と言いつつも救われた彼を認めるような発言をしてハンを見送った。
マック
オデイの片腕の黒人ギャング団のNo.2。仕事のほぼすべてを取り仕切り、オデイの方針である話し合いの交渉を無視して力（暴力）による交渉で仕事を進めた。
アイザックの息子コリンとは幼馴染みで仲はいいが、惚れているトリッシュとは仲は悪い。
アイザックには話し合いによる交渉をしていると見せつつ、その実、意見の会ったチューと見せかけの戦争をしながら債権者から銃による脅しや果ては爆破による殺害など暴力によって土地を奪っていった。
全てが集まり、ロスとの交渉の場で共同開発を持ちかけたオデイに反旗を翻す。オデイを焚き付ける為にコリンを殺し、交渉に応じない地権者を次々に殺していたことを明らかにした所で怒りを爆発させたオデイの反撃を受けてしまいアイザックを撃つ。直後に権利書を持って逃げるロスを追うが逃げられる。ハンに追い詰められるが、ハンの弟を殺したのが中国人と暴露して動揺を誘い逆転したかに見えたが、兄を殺されたトリッシュに銃撃を受けて屋上から転落死した。
チュー・シン
ハンの父親。中国人マフィアのグループを取りまとめるドン。一見すると好好爺に見えるがその本性は冷酷で残忍。中国で犯した犯罪をハンに被ってもらい、その直後にアメリカに実質的に逃亡。アメリカで勢力を拡大した。アイザックとは実質的に商売敵だが表面的には争わない姿勢を取っている。だが、マックと密かに内通しており、暴力による債権者からの地上げを画策。ロスとの交渉で意見が対立していた中国人マフィアをまとめる為に中盤に本性を表し、仲間のグループのボス達を殺害して一挙にグループをまとめた。
ロスとの交渉には成功したが、ポーが邪魔となった為に殺害した事がハンにバレた事でハンに詰め寄られ見捨てられてしまい、最後は自分で頭を撃ち抜き自害した。
ポー・シン
チューの息子でハンの弟。敵対グループのクラブで傍若無人な振る舞いをして暴れ回り、迎えに来たカイにも横柄な態度を取る。その直後に何者かに殺害される。
実はコリンと共にグループ同士の戦争を止める為に動いていたが、それを嗅ぎ付けた父親に殺害されていた。
カイ
チューの部下。ハンの幼馴染でもあり、ほぼ同等の実力を持つ旧知の中で、久しぶりの再会の手合せを行って互いを確かめる仲。
しかし、実は彼こそが弟を殺した真犯人であり、中国人マフィアを殺し回った超本人。ロスとの交渉の邪魔になったポーの殺害を受けた事を乗り込んで来たハンにポーを罵倒し、怒りと油断を誘って一時的に有利に立つが怒りを爆発させたハンに返り討ちに合う。
コリン・オデイ
アイザックの息子。トリッシュの兄。父親の力になりたいと思っているが、まともに仕事をさせてもらえないために不満が溜まっている。
ポーと密かに連絡を取り合っており、戦争を終わらせようとしていたが、マックによってホテルの部屋から恋人と突き落とされて死亡した。
モリース
マックの部下でお調子者の太っちょ。下っ端に命令している事からそれなりの地位にはいるようだが、真面目な仕事ぶりには見えず、トリッシュのボディーガードをしている最中でも音楽を聴いたりナンパしたりなどしてしまい、対象のトリッシュによく巻かれている。惚れているようだがそもそも全く興味を持たれていないため冷たい態度と口車で軽くあしらわれている。
フットボール経験者のため、それなりにケンカは強いようだが当然ハンに叶うはずもなく、たびたびハンに返り討ちに合う。

## キャスト
| 役名               | 俳優                     | 日本語吹替 | 日本語吹替   |
| 役名               | 俳優                     | ソフト版   | テレビ朝日版 |
| ------------------ | ------------------------ | ---------- | ------------ |
| ハン・シン         | ジェット・リー           | 飛田展男   | 横堀悦夫     |
| トリシュ・オデイ   | アリーヤ                 | 松本梨香   | 落合るみ     |
| マック             | イザイア・ワシントン     | 増谷康紀   | 大塚明夫     |
| カイ               | ラッセル・ウォン         | 山路和弘   | 小杉十郎太   |
| アイザック・オデイ | デルロイ・リンドー       | 銀河万丈   | 玄田哲章     |
| コリン・オデイ     | D・B・ウッドサイド       | 檜山修之   | 川島得愛     |
| チュー・シン       | ヘンリー・オー           | 塚田正昭   | 山野史人     |
| ヴィンセント・ロス | エドアルド・バレリーニ   | 伊藤栄次   |              |
| モーリス           | アンソニー・アンダーソン | 桜井敏治   | 桜井敏治     |
| シルク             | DMX                      | 大川透     | 西凛太朗     |
| ポー・シン         | ジョン・キット・リー     |            |              |
| バイクの刺客       | フランソワーズ・イップ   |            |              |

- ソフト版：初回放送2016年11月2日『午後のロードショー』
- テレビ朝日版：初回放送2003年4月27日『日曜洋画劇場』

## 作品の評価
Rotten Tomatoesによれば、93件の評価のうち、32%にあたる30件が高く評価しており、平均して10点満点中4.81点を得ている。
Metacriticによれば、27件の評論のうち、高評価は11件、賛否混在は12件、低評価は4件で、平均して100点満点中52点を得ている。